# Medizinisches Zentrum Soroka

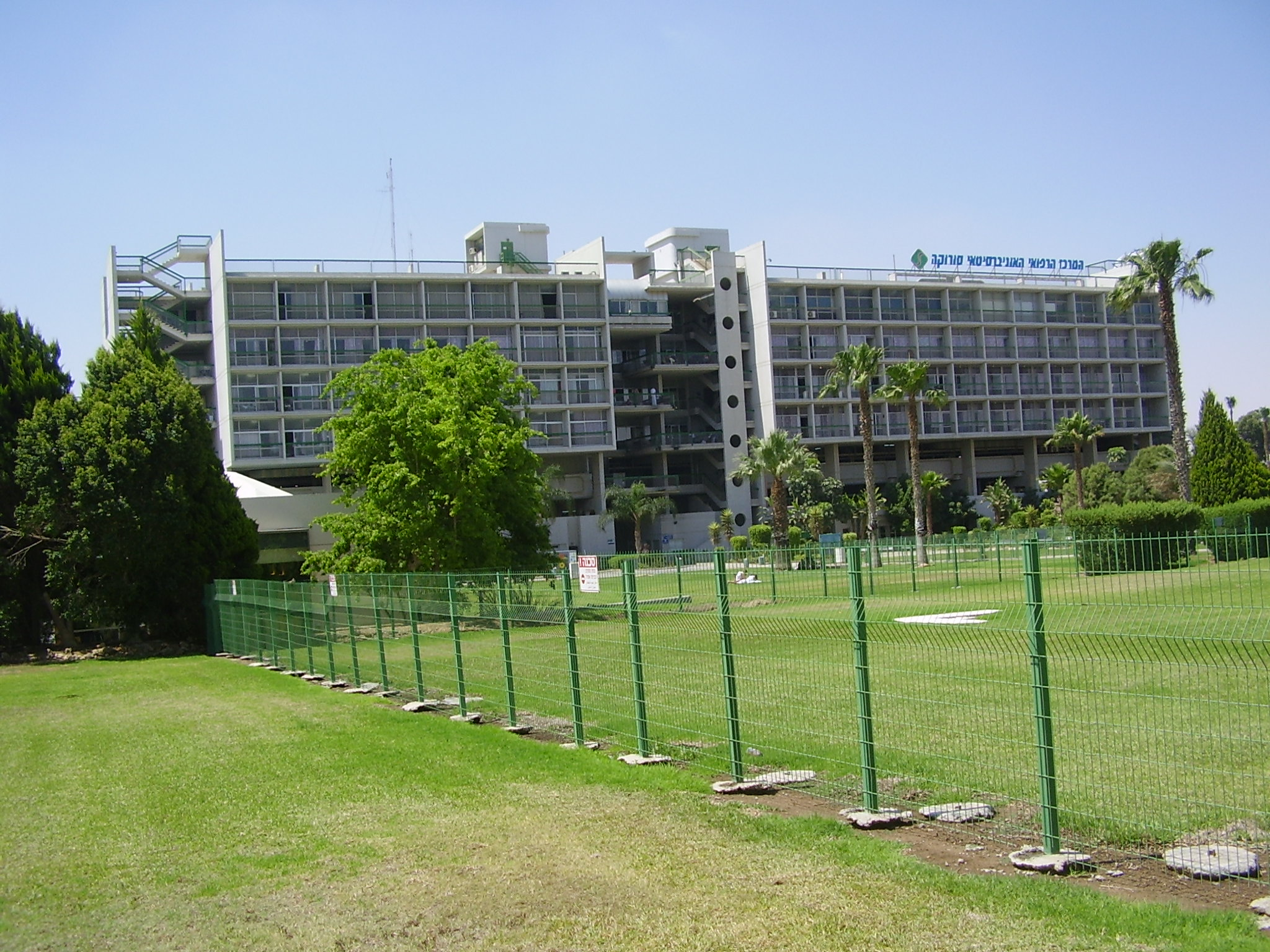
Klinik, 2011

Das Universitäre Medizinische Zentrum Soroka (hebräisch הָמֶרְכָּז הָרְפוּאִי הָאוּנִיבֶרְסִיטָאִי סוֹרוֹקָה HaMerkas haRəfūʾī haʾŪnīverssīṭaʾī Sōrōqah) ist ein Allgemeinkrankenhaus in Beʾer Scheva im Süden Israels. Es wurde 1959 eröffnet. Es ist eine Universitätsklinik der Ben-Gurion-Universität im Negev. Zur Klinik gehört eine Geburtsstation. 

## Geschichte
Benjamin Idelson und Arieh Scharon errichteten das Klinikum von 1955 bis 1962, damals unter der Bezeichnung Regionales Krankenhaus. Später wurde es nach dem 1972 verstorbenen Arzt Moscheh Sorokah benannt.
Eine iranische Rakete traf das Krankenhaus am 19. Juni 2025 im Rahmen des vom Iran um Israels Existenz betriebenen Kampfes gegen den Staat, der zeitweilig zum Israelisch-iranischen Krieg eskalierte.